# TOI-178
TOI-178 ist ein Stern im Sternbild Bildhauer. Er befindet sich in einer Entfernung von etwa 205 Lichtjahren und wird von 6 Exoplaneten umkreist, welche miteinander in Resonanz sind.
Das System wurde ursprünglich mithilfe von TESS entdeckt, jedoch zeigten erst nachfolgende Untersuchungen unter anderem mit ESPRESSO sowie mit dem CHEOPS die Komplexität dieses Systems auf.

## Planetensystem
Die Planeten ziehen im Vergleich zum Sonnensystem ihre Bahnen in viel größerer Nähe zum Zentralstern. TOI-178 b umläuft den Zentralstern in lediglich knapp 2 Tagen. TOI-178 c umläuft den Zentralstern in etwa 3 Tagen, TOI-178 d in etwas mehr als 6, TOI-178 e in knapp 10, TOI-178 f in etwa 15 und schließlich TOI-178 g in etwa 21. Auch dieser äußerste Planet ist mit einer Gleichgewichtstemperatur von etwa 200 Grad Celsius noch sehr heiß und damit außerhalb der habitablen Zone. Die Planeten wechselwirken offenbar miteinander, so dass die Umlaufzeiten aufeinander abgestimmt sind. Dennoch weisen sie überraschend unterschiedliche Dichten aus. Weshalb sich die Dichten trotz der geringen Abstände der Planeten so stark unterscheiden, ist unbekannt.
| Planet (Reihenfolge vom Stern aus) | Entdeckt | Masse (Erdmassen) | Radius (Erdradien) | Dichte (g/cm³)  | Große Halbachse der Bahn (AU) | Umlaufzeit (Tage) | Exzentrizität | Bahnneigung (Grad) | Gleichgewichts- temperatur (Kelvin) |
| ---------------------------------- | -------- | ----------------- | ------------------ | --------------- | ----------------------------- | ----------------- | ------------- | ------------------ | ----------------------------------- |
| b                                  | 2021     | 1,50 +0,39−0,44   | 1,15 ± 0,07        | 5,4 +1,9−1,7    | 0,026 ± 0,001                 | 1,91 ± 0,01       | -             | 88,8 +0,8−1,3      | 1040 +22−21                         |
| c                                  | 2021     | 4,77 +0,55−0,68   | 1,67 +0,11−0,10    | 5,6 +1,5−1,3    | 0,037 ± 0,001                 | 3,24 ± 0,01       | -             | 88,4 +1,1−1,6      | 873 ± 18                            |
| d                                  | 2021     | 3,01 +0,80−1,03   | 2,57 ± 0,08        | 0,98 +0,30−0,34 | 0,059 ± 0,002                 | 6,56 ± 0,01       | -             | 88,58 +0,20−0,18   | 690 ± 14                            |
| e                                  | 2021     | 3,86 +1,25−0,94   | 2,21 ± 0,09        | 1,98 +0,79−0,53 | 0,078 ± 0,002                 | 9,96 ± 0,01       | -             | 88,71 +0,16−0,13   | 600 ± 12                            |
| f                                  | 2021     | 7,72 +1,67−1,52   | 2,29 ± 0,11        | 3,60 +1,20−0,83 | 0,104 ± 0,003                 | 15,23 ± 0,01      | -             | 88,72 ± 0,07       | 521 ± 11                            |
| g                                  | 2021     | 3,94 +1,31−1,62   | 2,87 +0,14−0,13    | 0,92 +0,36−0,37 | 0,128 ± 0,004                 | 20,71 ± 0,01      | -             | 88,82 ± 0,05       | 470 ± 10                            |